# Killing Down
Killing Down è un film del 2006 diretto da Blake Calhoun.

## Trama
Siamo nel 1993. Sette anni dopo è successo ma Steven Down non può lasciarlo andare. È un paranoico, tormentato da un disordine cronico. Un uomo che doveva arrestare è ancora libero e continua ad uccidere. Egli è un veterano degli Stati Uniti d'America in cerca della verità. Bisogna scoprire la verità su una persona che è stato torturato anni prima, nella giungla del Nicaragua. Ma è questo l'uomo giusto? O Down è solo convinto di fare un altro bagno di sangue? Soltanto il tempo lo dirà... e forse anche qualche proiettile. Ad aiutare quest'uomo c'è Rachel una donna molto in gamba che anche lei si immischierà nella battaglia. Ora bisognerà scoprire chi e se ne usciranno vivi. Ad ostacolarli, invece, c'è Oscar Peres un esperto militare, con una banda di più di 200 mercenari armati fino ai denti.

## Produzione
Le riprese di Killing Down si sono svolte a Dallas in Texas a partire dal giugno 2005 e sono durate otto settimane. Il film è stato distribuito in USA il 2 maggio 2006 in DVD. In Italia invece è stato distribuito il 14 febbraio 2007 nelle sale cinematografiche.